# Michael Czacheritz
Michael Czacheritz (* 1420 in Neisse, Fürstentum Neisse; † 2. Juni 1489 in Glatz, Grafschaft Glatz) war Augustiner-Chorherr und von 1456 bis zu seinem Tod 1489 Propst des zum Erzbistum Prag gehörenden Augustiner-Chorherrenstifts Glatz. Die von ihm verfasste Stiftschronik Cronica Monasterii Canonicorum Regularium (S. Augustini) in Glacz ist ein wichtiges Dokument zur Geschichte des Glatzer Landes im 14. und 15. Jahrhundert.

## Leben
Michael Czacheritz war der Sohn einer deutschen bürgerlichen Familie aus Neisse. Da er anlässlich der Immatrikulation an der Artistenfakultät der Universität Wien im Jahre 1441 keine Aufnahmegebühr entrichten musste, kann angenommen werden, dass seine Familie nicht sehr begütert war. 1448 erlangte er den Abschluss eines „magister artium liberalium“. Aus dem Verzeichnis „magistri regentes“ der Universität ergibt sich, dass er in diesem Jahr bereits selbst Vorlesungen an der Artistenfakultät hielt. Das schon vorher begonnene Studium des Kanonischen Rechts setzte er fort und schloss es mit dem Baccalaureat ab.
Es ist nicht bekannt, wann sich Czacheritz der geistlichen Laufbahn zuwandte und dem Orden der Augustiner-Chorherren beitrat. Am 15. August 1452 legte er die Ordensgelübde am Wiener Kloster St. Dorothea ab, das damals ein bedeutendes Reformkloster der Augustiner-Chorherren war und vom Herrscherhaus unterstützt wurde. 1456 wurde er vom Superior des Dorotheerklosters, dem das Recht zur Ernennung des Propstes („potestas eligendi praepositi“) für das Glatzer Augustiner-Chorherrenstift übertragen worden war, zum Nachfolger des verstorbenen Glatzer Propstes Jakobus ernannt. Dieser hatte sich zwar bemüht, die während der Hussitenkriege vernachlässigte klösterliche Ordnung wieder einzuführen, hatte jedoch damit keinen Erfolg. Deshalb hatte er sich, wie schon sein Vorgänger Heinrich Foytisdorf, an den Wiener Klostervorsteher mit der Bitte um Unterstützung gewandt.
Aus Wien brachte Michael Czacheritz drei weitere Mönche mit: den Magister Johannes von Rosenberg, Nikolaus von Zittau und den Baccalaureus Wenzel. Obwohl er bestrebt war, die notwendigen Reformen in Glatz durchzuführen, stieß er auf Ablehnung der dortigen Mönche. Zudem musste er sich schon bald mit der politischen Situation auseinandersetzen, die durch die Wahl Georgs von Podiebrad zum König von Böhmen entstanden war und die auch das geistliche Leben beeinträchtigte. König Georg wurde vor allem von den Breslauern abgelehnt, während ihn der Glatzer Klerus und die Glatzer Bevölkerung anerkannten. Da er bemüht war, den Glatzer Klerus aus dem Streit der Utraquisten mit der Alten Kirche herauszuhalten, las Propst Michael anlässlich eines Besuchs des Königs im Juli 1458 im Stift eine Messe für ihn und verweigerte ihm auch den Friedenskuss nicht. Da auch der Glatzer Landeshauptmann Hans von Warnsdorf die Position der Alten Kirche vertrat, wurde er von Propst Michael in die Kommunität der Augustiner-Chorherren aufgenommen. 1462 entsandte Michael zwei Mönche in das Glatzer Mutterkloster Augustiner-Chorherrenstift Raudnitz, das während der Hussitenkriege weitgehend untergegangen war.
Wegen der Anhänglichkeit der Glatzer an ihren Landesherrn Georg von Podiebrad, der 1459 das Glatzer Land zur Grafschaft Glatz erhoben und seine Söhne zu Grafen von Glatz ernannt hatte, wurde die Grafschaft Glatz am 4. Juni 1467 vom Päpstlichen Legaten und damaligem Bischof von Lavant, Rudolf von Rüdesheim, mit dem Interdikt belegt. Als wegen der kriegerischen Auseinandersetzungen zwischen Matthias Corvinus und Georg von Podiebrad das Glatzer Land sehr zu leiden hatte und auch der Stiftsbesitz in Schwedeldorf verwüstet wurde, erlaubte Propst Michael am 29. Juni 1467 seinen Mönchen, Zuflucht in anderen Stiften zu suchen. Er selbst begab sich zusammen mit dem Pfarrer von Wünschelburg im Auftrag des Glatzer Klerus zum Päpstlichen Legaten nach Breslau, um die Aufhebung des Interdikts zu erreichen. Nach tagelangen Verhandlungen, in denen er den Legaten Gehorsam und Unterstützung des Klerus und Volkes versprach, erreichte er zwar die Aufhebung, die der Legat jedoch kurze Zeit später widerrief. Deshalb unternahm Propst Michael im November d. J. zusammen mit dem Glatzer Johanniter-Komtur Johannes von Troppau und dem Grafschafter Dechanten Johann Rasor eine weitere Reise zum Legaten nach Breslau. Auf dem Weg dorthin nahmen sie am 29. November in der Neissener Bischofsresidenz Kontakt mit dem Breslauer Bischof Jodok von Rosenberg auf, um ihn um Unterstützung zu bitten. Er konnte zwar nicht die Verhängung des Banns verhindern, erreichte aber immerhin, dass die Verkündigung zunächst zurückgehalten wurde. Das am 14. November 1467 ausgestellte Interdikt wurde über alle Orte verhängt, die zu Georg von Podiebrad hielten. Als Georgs Podiebrad Sohn, Herzog Heinrich d. Ä., der mit seiner Frau Ursula von Brandenburg auf dem Schloss Glatz residierte, an Weihnachten 1467 verlangte, dass die Geistlichen trotz des Interdikts Gottesdienste für die Gläubigen halten sollen, mussten die Augustiner-Chorherren, die sich an das Interdikt hielten, Glatz vorübergehend verlassen.
Die mit dem Interdikt demonstrierte Macht des Papstes fand jedoch nicht die Zustimmung der Prager Administratoren, die nun das Glatzer Dekanat, das eines der wenigen war, das zur Alten Kirche hielt, zu einem Archidiakonat erhoben. Dadurch erlangte es in der kirchlichen Verwaltung größere Rechte. Propst Michael, der sich immer noch in Breslau aufhielt, betonte in einem deutsch geschriebenen Brief an den Rat der Stadt Glatz, dass man der Kirchenobrigkeit gehorchen müsse. Erst zwei Jahre nach dem Tod Georgs von Podiebrad kam es durch die Bemühungen des Herzogspaares und des Propstes Michael 1473 zur Aufhebung des Interdikts.
1475 gelang es Propst Michael, das während der Hussitenkriege eingezogene Stiftsgut Kostomlath wiederzuerlangen. Im selben Jahr bestätigte Herzog Heinrich d. Ä. dem Stift die bisherigen Privilegien und Rechte. 1482 konnte das Stift einen Grund in Oberschwedeldorf erwerben, wo es ein Jahr später auch ein Grundstück von Herzog Heinrich d. Ä. erhielt, der im Tausch dafür eines in Niederhennigsdorf bekam. Die seit 1365 bestehenden Spannungen mit den Glatzer Johannitern bestanden auch während der Amtszeit des Propstes Michael. Ursächlich hierfür war, dass die Augustiner-Chorherren mit Zustimmung des Prager Bischofs Johann Očko von Wlašim eine Lateinschule errichtet hatten, obwohl ihnen dieses von ihrem Fundator Ernst von Pardubitz ausdrücklich verboten worden war. Er hatte selbst die Lateinschule der Johanniter besucht und wollte so verhindern, dass sie durch eine weitere Lehranstalt in ihrem Bestand gefährdet werde.
Während der Amtszeit des Propstes Michael wurden Stift und Stiftskirche, die während der kriegerischen Ereignisse verwüstet worden waren, instandgesetzt. 1466 wurde die Orgel durch den Breslauer Meister Wilhelm Kalteysen ausgemalt. 1477 erfolgte eine Renovierung des Stifts, wobei auch ein Refektorium neu erbaut wurde. Unterhalb des Refektoriums entstand eine dem hl. Augustinus und seiner Mutter Monika von Tagaste geweihte Kapelle. Die Anzahl der Mönche stieg während der Amtszeit von Propst Michael auf 13.
Als Glatzer Propst verfasste Michael Czacheritz eine Chronik des Augustiner-Chorherrenstifts, das 1349 vom ersten Prager Erzbischof Ernst von Pardubitz und seinen Brüdern gegründet worden war. Anhand älterer Dokumente und Aufzeichnungen verzeichnete Czacheritz auch die vor seiner Amtszeit liegenden Jahre von 1349 bis 1456. Teile dieser Chronik benutzte 1516 der Breslauer Kanoniker Valentin Krautwald für die Vita des Ernst von Pardubitz, mit der dessen Heiligsprechung erreicht werden sollte.
Michael Czacheritz, der vermutlich die bedeutendste Glatzer Persönlichkeit seiner Zeit war und wegen seines Reformeifers auch vom Päpstlichen Legaten Nikolaus von Kues zu Visitationen herangezogen wurde, starb am 2. Juni 1489 in Glatz. Als Nachfolger im Amt des Propstes folgte ihm der aus Breslau stammende Benedikt Polkenhayn.